# Stéphane Blondeau
Pour les articles homonymes, voir Blondeau.
Stéphane Blondeau est un footballeur français, né le 4 mars 1968 à Argenteuil (Val-d'Oise). 
Il a évolué comme défenseur  au Matra Racing de Paris.

## Biographie
Lors de l'intersaison 1996, en fin de contrat au Red Star, il participe à Clairefontaine au stage de l'UNFP destiné aux joueurs sans contrat.

## Carrière de joueur
- 1986-1989 : Matra Racing de Paris
- 1989-1990 : RC Paris
- 1990-1992 : Montpellier HSC
- 1992-1993 : FC Martigues
- 1993-1994 : Montpellier HSC[2],[3]
- 1994-1996 : Red Star
- 1996-1999 : US Créteil-Lusitanos

## Palmarès
- Finaliste de la Coupe de France 1990 avec le RC Paris
- Champion de France de Ligue 2 1992-93 avec le FC Martigues[4]

## Repères
- Premier match en Ligue 1 : 19 décembre 1987, Matra Racing Paris-Metz
- 76 matchs et 0 but en Ligue 1
- 77 matchs et 2 buts en Ligue 2
- 2 matchs en Coupe des coupes